# Dayro Mosquera
Dayro Mosquera (Medellín, Antioquia, Colombia, 7 de agosto de 1995) es un futbolista colombiano. Jugará como mediocampista en el Boyacá Chicó de la Categoría Primera B colombiana.

## Clubes
| Club              | País     | Año           |
| ----------------- | -------- | ------------- |
| Atlético Nacional | Colombia | 2014          |
| Pachuca           | México   | 2015          |
| Atlético Nacional | Colombia | 2016-2017     |
| Leones            | Colombia | 2018          |
| Boyacá Chicó      | Colombia | 2021-presente |

## Palmarés

### Torneos nacionales
| Título                | Club              | País     | Año  |
| --------------------- | ----------------- | -------- | ---- |
| Superliga de Colombia | Atlético Nacional | Colombia | 2016 |
| Copa Colombia         | Atlético Nacional | Colombia | 2016 |

### Torneos internacionales
| Título            | Club              | País     | Año  |
| ----------------- | ----------------- | -------- | ---- |
| Copa Libertadores | Atlético Nacional | Colombia | 2016 |